# Rebeca Montero
María Rebeca Montero Martínez (n. 10 de abril del 1967 en Orense) es una actriz española formada en la Real Escuela Superior de Arte Dramático de Madrid, que ha desarrollado la mayor parte de su carrera en Galicia.
En el mundo de la televisión su primer trabajo fue como copresentadora de un magazine veraniego llamado "Verán, Verán" para la televisión autonómica gallega (TVG). En el mismo medio ha trabajado en numerosas series como Mareas Vivas, "A vida por diante" (la vida por delante), o actualmente en la serie "Matalobos", también en la televisión autonómica gallega.
Actriz de teatro ha actuado en numerosas obras del Centro Dramático Gallego y con compañías privadas como Caritel o Sarabela.
El 24 de marzo de 2009 recibió el premio de Teatro Maria Casares a la actriz secundaria por la obra A boa persona de Shezuan. Premio que volvería a recibir en el 2010 por la obra "O segredo dos Hoffman".
Actualmente se encuentra trabajando en el Centro Dramático Nacional en Madrid.

## Filmografía
- 1994: Tornabon
- 1997: Nena
- 2000: Blanca Mádison
- 2003: Ipso Facto
- 2004: León y olvido